# Шифман, Илья Шолеймович
Илья́ Шо́леймович Ши́фман (псевдоним — Кораблёв; 1 июня 1930 года, Ленинград — 4 марта 1990 года, там же) — советский историк, востоковед и антиковед. Доктор исторических наук (1973), старший научный сотрудник Ленинградского отделения Института востоковедения АН СССР.

## Биография
Во время войны находился в эвакуации, в 1945 году вернулся с родителями в родной город.
В 1948 году поступил на кафедру ассириологии и гебраистики восточного факультета ЛГУ, в связи с закрытием которой в 1950 г. был переведен на кафедру истории Древней Греции и Рима исторического факультета, который окончил с отличием в 1953 году. Затем четыре года работал учителем истории, два года продавцом в книжном магазине «Мир» (Невский, 13 — книги социалистических стран) и ещё два года — переводчиком в Центральном проектно-конструкторском бюро Морского флота.
В 1959—1960 годах аспирант по кафедре истории Древней Греции и Рима исторического факультета ЛГУ и в июле 1960 года представил кандидатскую диссертацию на тему о финикийской колонизации Западного Средиземноморья, которую защитил два года спустя, в 1962 году, в Институте археологии АН. В 1972 году в Институте истории защитил докторскую диссертацию (оппонентами были Г. Л. Курбатов и И. С. Кацнельсон).
По ходатайству члена-корреспондента АН СССР Н. В. Пигулевской зачислен в штат Ленинградского отделения Института востоковедения АН СССР 1 июля 1961 года. Здесь, совмещая работу с преподаванием на историческом факультете ЛГУ, Шифман работал до своей смерти. В 1989—1990 годах был первым главой еврейского культурного общества Ленинграда.
Сильным ударом для него стала смерть жены Галины Семёновны (сотрудницы ГПБ), умершей летом 1989 г.
Как отмечает А. Г. Грушевой, для Шифмана внутренне ближе и интереснее, чем антиковедение, было востоковедение, всё восточное.

## Основные работы
Автор более ста работ.
Книга «Ганнибал» опубликована под псевдонимом «И. Ш. Кораблёв» (примерный перевод фамилии «Шифман» (нем. Schiffmann) на русский язык; дословно — «матрос»), так как в том же 1976 году выходила монография «Набатейское государство и его культура», а издавать две книги одного автора за год тогда не полагалось.
Диссертации
- Финикийская колонизация Западного Средиземноморья и возникновение Карфагенской державы. Автореф. дисс. … к. и. н. Л., Ин-т археологии. 1961.
- Социальные и экономические отношения в Сирии в I—III вв. н. э. Автореф. дисс. … д. и. н. М., 1971.

Монографии
- Шифман И. Ш. Возникновение Карфагенской державы. — М. ; Л. : Издательство Академии наук СССР, 1963. — 105 с. — (Палестинский сборник ; вып. 12 (75)).
- Шифман И. Ш. Финикийский язык. — М. : Издательство восточной литературы, 1963. — 68 с. — (Языки народов Азии и Африки). — 1200 экз.
  - переиздание: Шифман И. Ш. Финикийский язык. — 2-е изд., стер. — М. : УРСС, 2003. — 66 с. — ISBN 5-354-00050-5.
- Шифман И. Ш. Финикийские мореходы. — М. : Наука, 1965. — 82 с. — (По следам исчезнувших культур Востока). — 9000 экз.
- Кораблёв И. Ш. Ганнибал. — М. : Наука, 1976. — 400 с. — 50 000 экз.
  - переиздание: Кораблёв И. Ш. Ганнибал. — 2-е изд. — М. : Наука, 1981. — 359 с.
- Шифман И. Ш. Набатейское государство и его культура : Из истории культуры доисламской Аравии. — М. : Наука, 1976. — 163 с. — (Культура народов Востока. Материалы и исследования). — 3000 экз.
  - переиздание: Шифман И. Ш. Набатейское государство и его культура : Из истории культуры доисламской Аравии. — 2-е изд. — СПб. : Издательство СПбГУ, 2007. — 163 с.
- Шифман И. Ш. Сирийское общество эпохи принципата (I—III вв. н. э.). — М. : Наука, 1977. — 310 с. — 2400 экз.
- Шифман И. Ш. Угаритское общество (XIV—XIII вв. до н. э.). — М. : Наука, 1982. — 392 с. — 1000 экз.
- Шифман И. Ш. Культура древнего Угарита (XIV—XIII вв. до н. э.). — М. : Наука, 1987. — 236 с. — 2000 экз.
- Шифман И. Ш. Ветхий завет и его мир : (Ветхий завет как памятник литературной и общественной мысли древней Передней Азии). — М. : Политиздат, 1987. — 240 с. — 200 000 экз.
  - переиздание: Шифман И. Ш. Ветхий завет и его мир. — 2-е изд. — СПб. : Издательство СПбГУ, 2007. — 213 с. — (Библеистика и Иудаика). — ISBN 978-5-288-04363-5.
- Шифман И. Ш. Александр Македонский. — Л. : Наука : ленинградское отделение, 1988. — 205 с. — (Всеобщая история). — 200 000 экз.
  - переиздание: Шифман И. Ш. Александр Македонский. — 2-е изд. — СПб. : Издательство СПбГУ, 2007. — 205 с. — (Лики античности). — ISBN 978-5-288-04371-0.
- Шифман И. Ш. Цезарь Август. — Л. : Наука : ленинградское отделение, 1990. — 200 с. — (Из истории мировой культуры). — 100 000 экз.
- Schiffmann I. Phönizisch-Punische Mythologie und geschichtliche Überliefering in der Widerspiegelung der antiken Geschichtssreibung. — Roma, 1986.
  - русский перевод (осуществлён А. С. Четверухиным): Шифман И. Ш. Финикийская мифология и античная историческая традиция // Финикийская мифология / Под общ. ред. Ю. С. Довженко. — СПб. : Летний сад : Журнал «Нева», 1999. — С. 188—324. — 324 с. — ISBN 5-89740-019-0.
- Шифман И. Ш. Карфаген / Сост. и автор вступ. ст. И. Р. Тантлевский. — СПб. : Издательство СПбГУ, 2006. — 518 с. — Включает переиздание под одной обложкой книг «Финикийские мореходы», «Возникновение Карфагенской державы», «Ганнибал».

Переводы
- Пальмирский пошлинный тариф / пер. И. Ш. Шифмана. — М. : Наука, 1980. — 335 стр. — 1250 экз.
- Учение. Пятикнижие Моисеево / пер. и пред. И. Ш. Шифмана. — М. : Республика, 1993. — 336 стр. — 25 000 экз.
- Угаритский эпос / пер. И. Ш. Шифмана. — М. : Восточная литература, 1993. — 340 стр. — (Памятники письменности Востока ; вып. 105, 1). — 1350 экз.
- О Ба’лу : Угаритские поэтические повествования / пер. И. Ш. Шифмана. — М. : Восточная литература, 1999. — 536 стр. — (Памятники письменности Востока ; вып. 105, 2). — 1000 экз.